# 玉泉館跡地公園
玉泉館跡地公園（ぎょくせんかんあとちこうえん）は北海道岩見沢市にある日本庭園様式の都市公園。

## 概要
この公園の歴史は比較的古く、1903年に創業した「山鳩の湯亭」という料亭旅館の庭園が前身である。山鳩の湯亭は創業翌年、敷地内にあった鉱泉を掘削し、温泉旅館へと転換する。その際、メタンガスとともに湧き出す温泉の湯が玉のように見えた事にちなんで「玉泉館」へと改名した。以後、1979年の廃業まで、玉泉館は桜・紅葉の名所として長く岩見沢市民に親しまれていた。
廃業後は20年以上も放置され廃墟のような状態となっていたが、住民から要望を受けた市は2001年に公園として復元・再整備を行い、岩見沢市内における桜・紅葉の名所としての地位を再び取り戻す事となる。植えられた桜は現在約120本で、見ごろは5月上～中旬。当時の旅館の建物は現存していないものの、名前の由来となった温泉井戸の跡が敷地の一角に置かれている。

## 庭園の構成
心字池
草書体の「心」の文字を象った、中島のある池。中島へは「太鼓橋」と「八ッ橋」で結ばれている。
州浜
なだらかな傾斜のある砂浜を模した小石の石組。
荒磯
波の打ち寄せが激しい海岸を模した石組。
玉泉庵
心字池の中島に建つ、一文字葺の屋根と聚楽造りの壁の茶室。予約をすれば実際に茶会で使う事もでき、基本的な道具の貸し出しもされている。
散策路
水が流れる滝石組や休憩用の四阿、小型の石庭などが設けられている。
温泉井戸跡
玉泉館の名前の由来となった鉱泉が湧き出ていた場所。

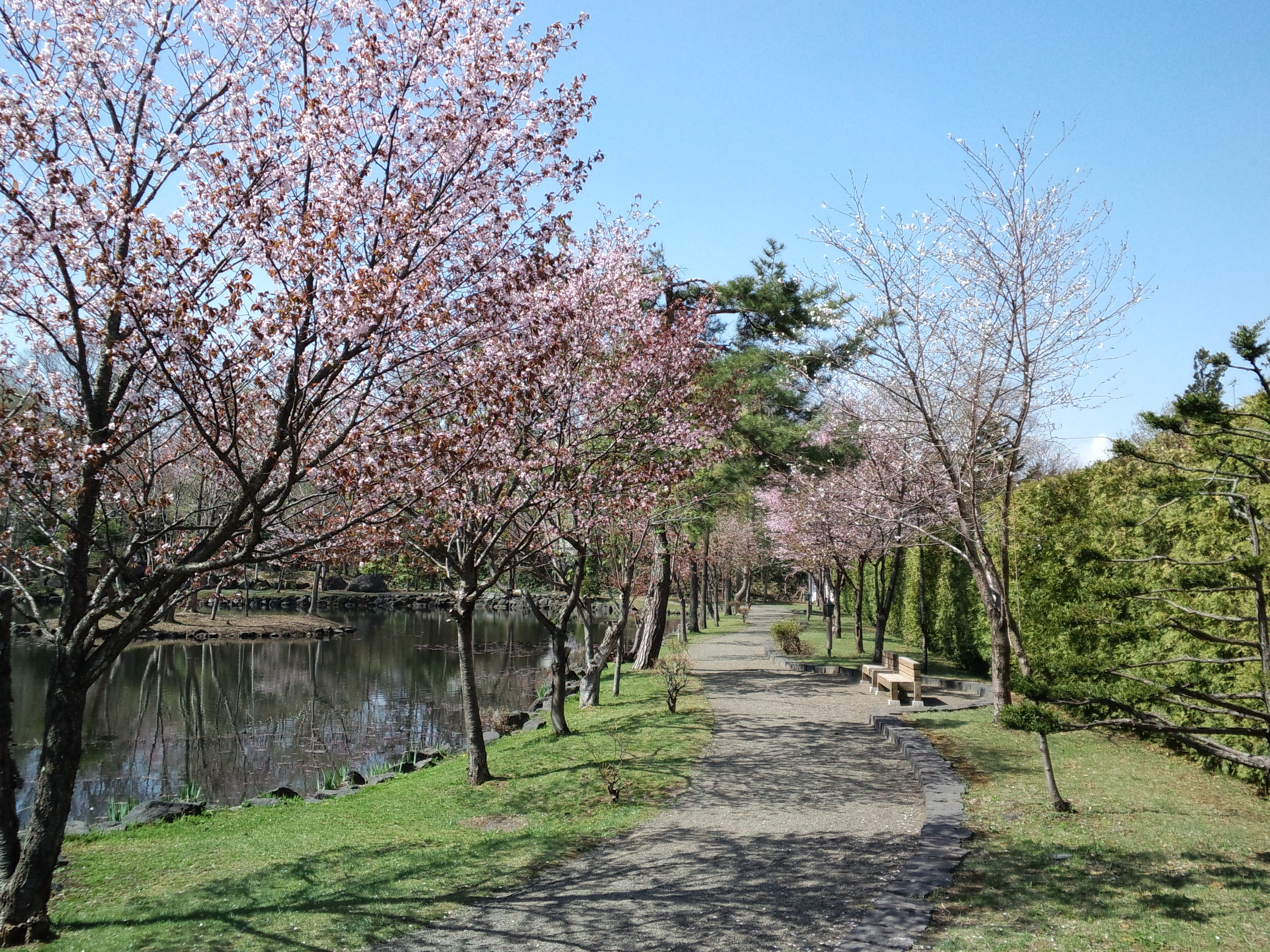
春の桜並木
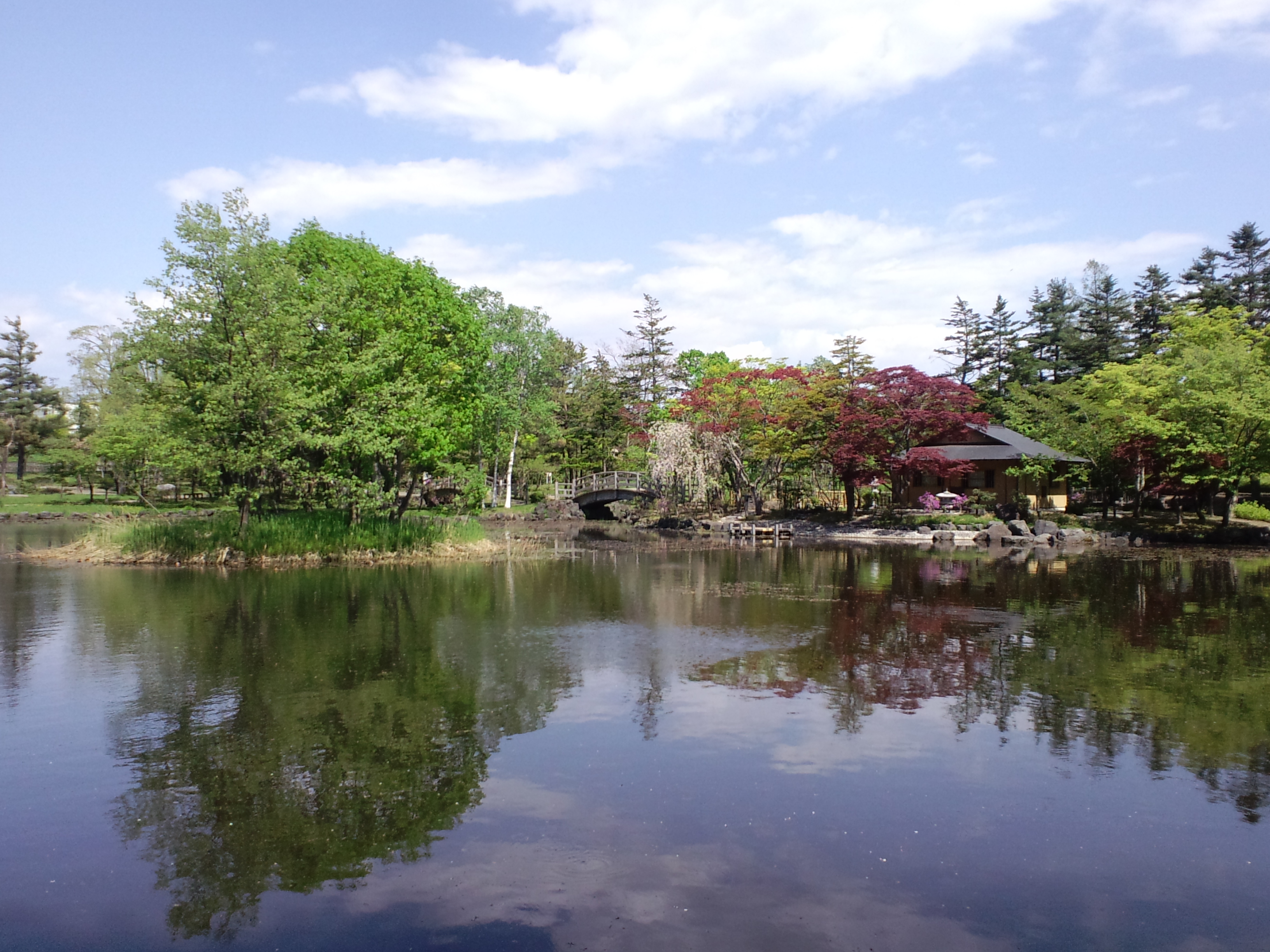
初夏の新緑
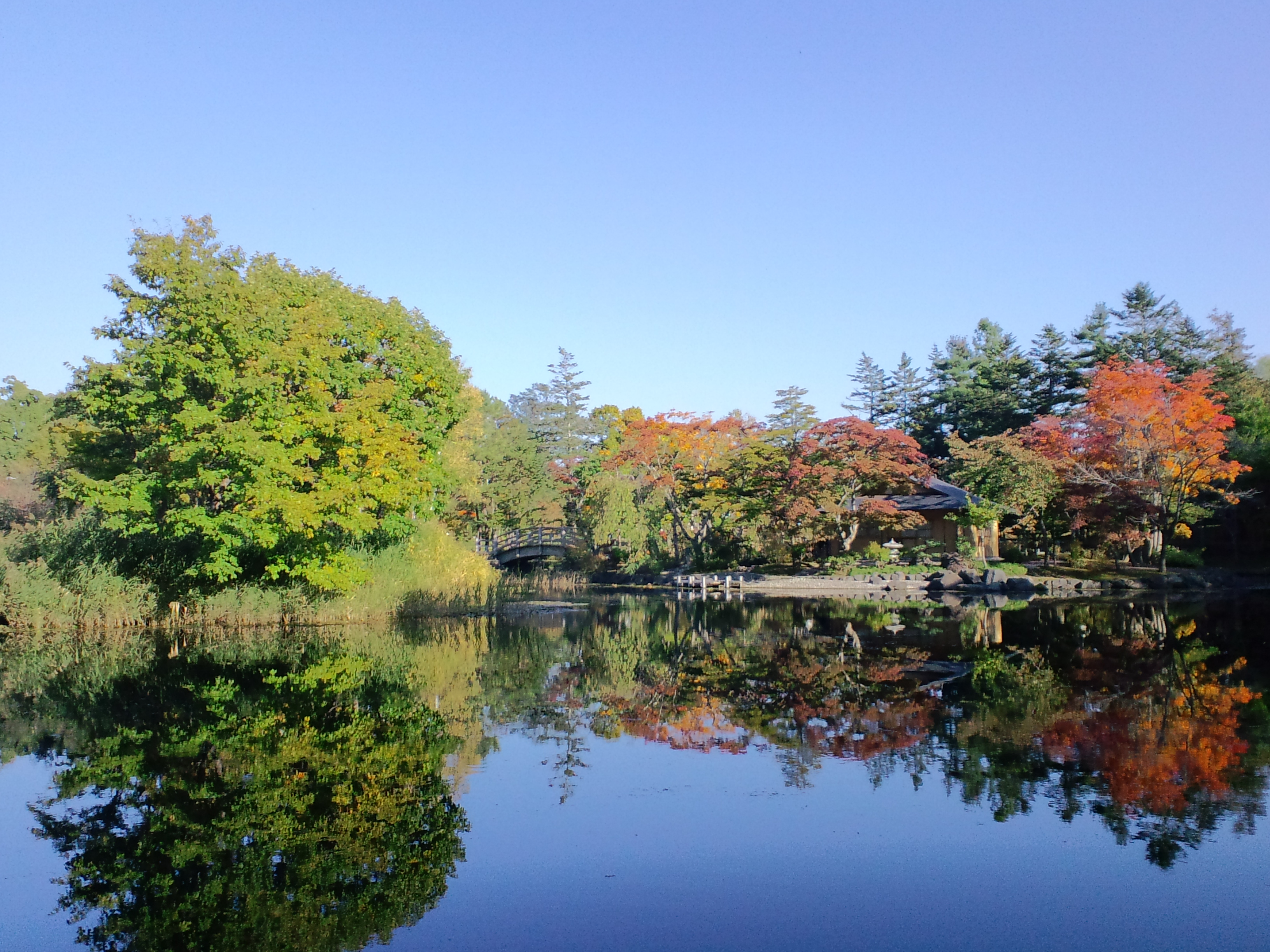
紅葉の始まり
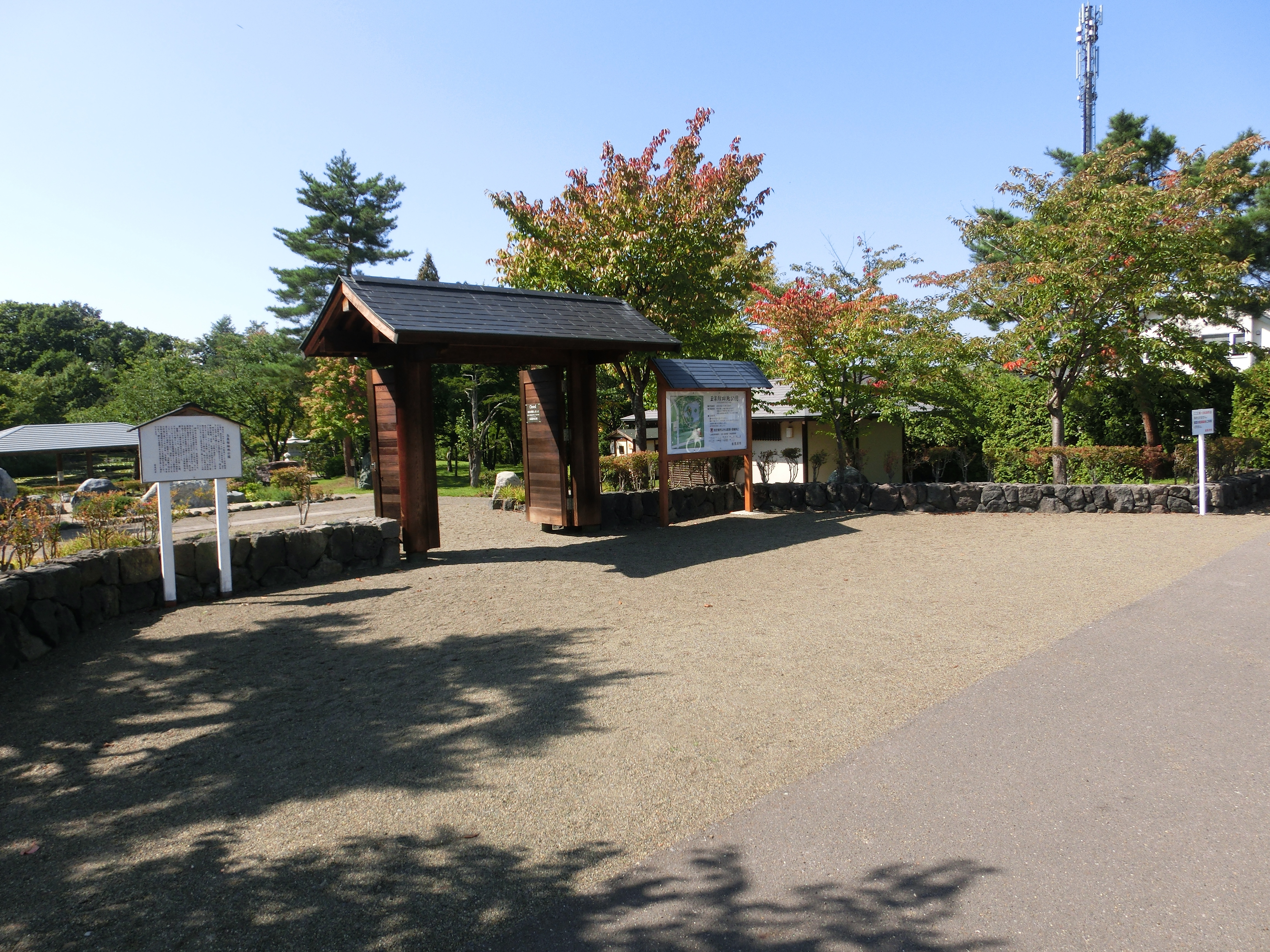
入り口
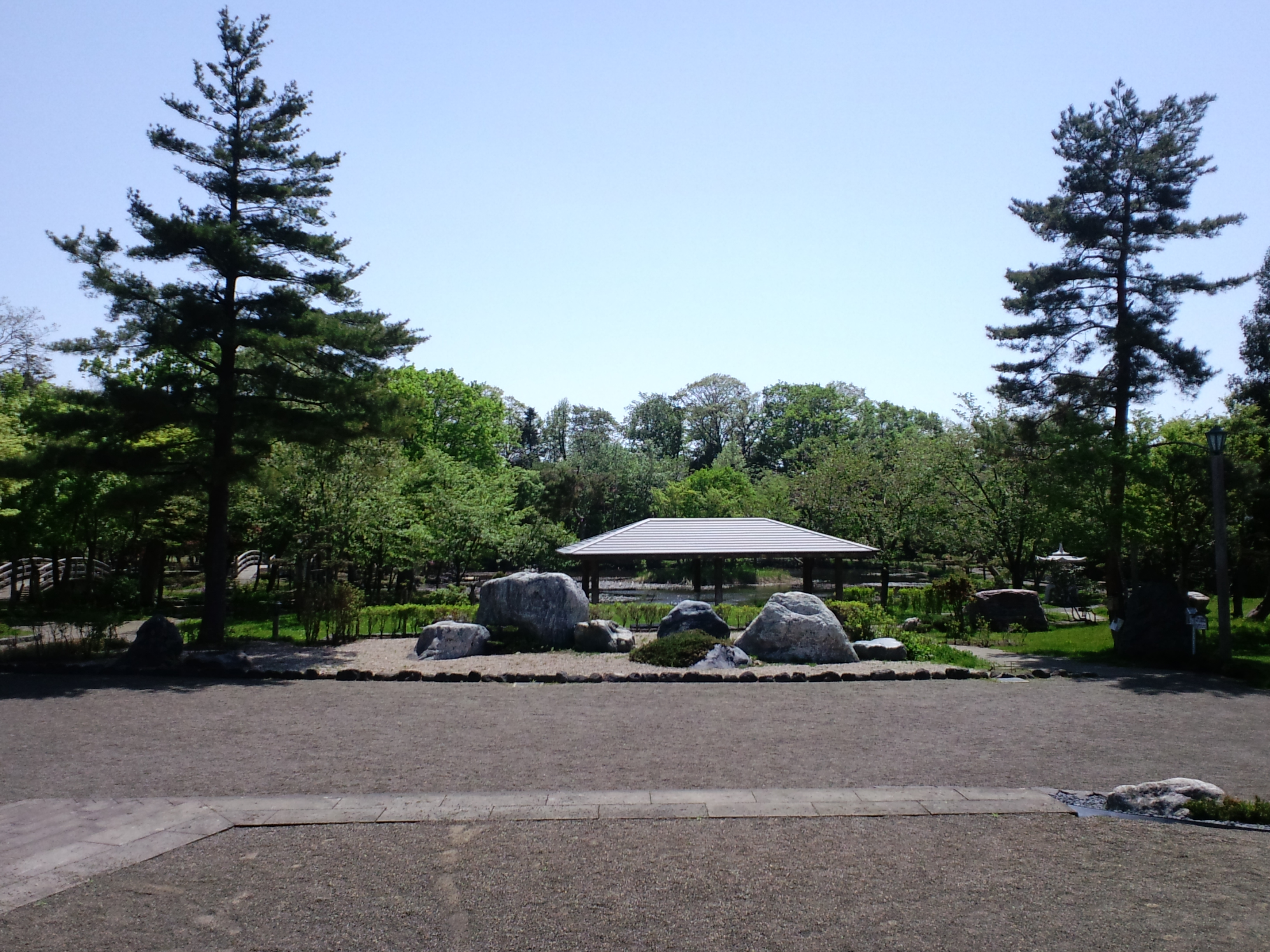
入口付近の石庭
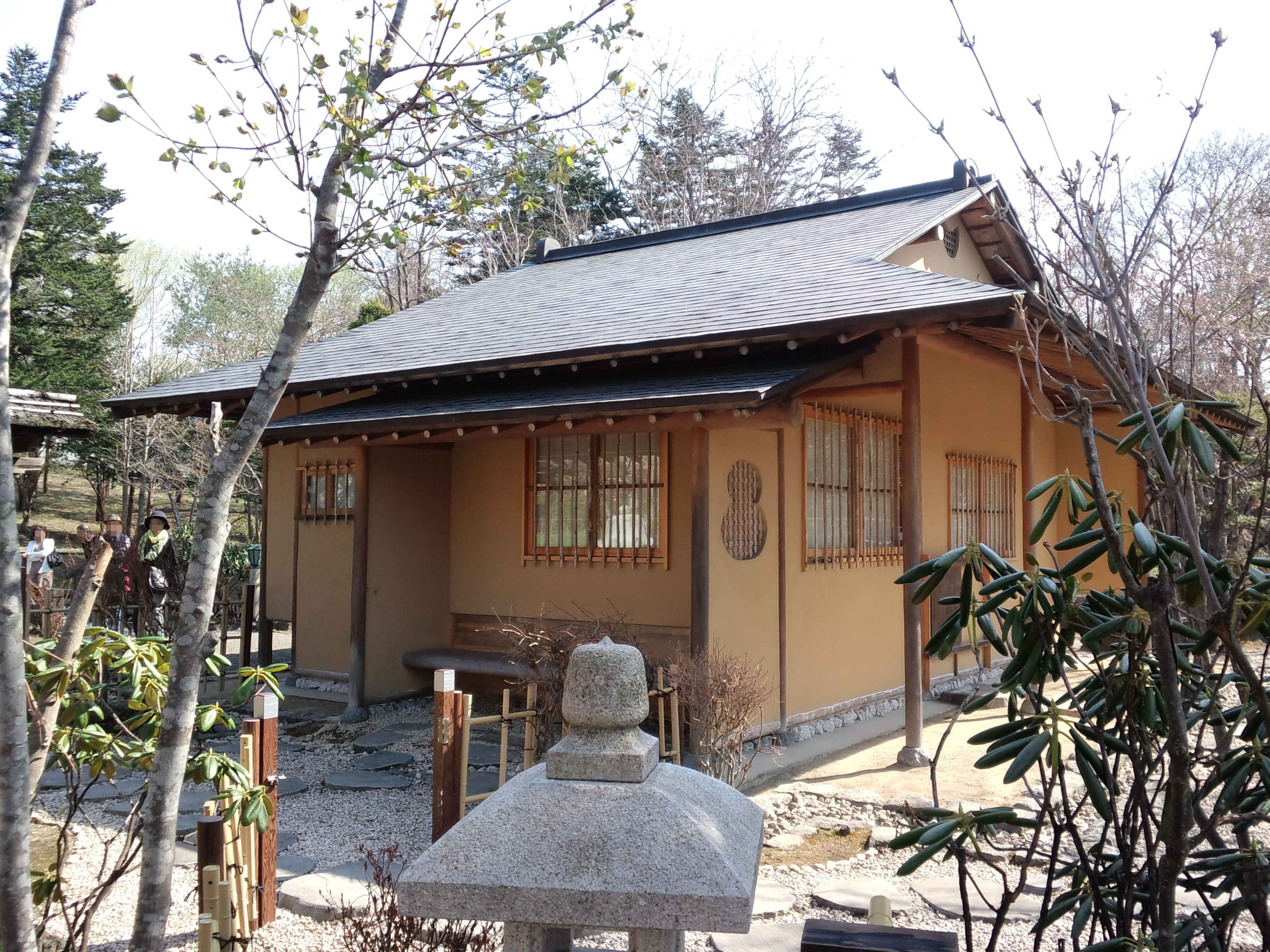
玉泉庵
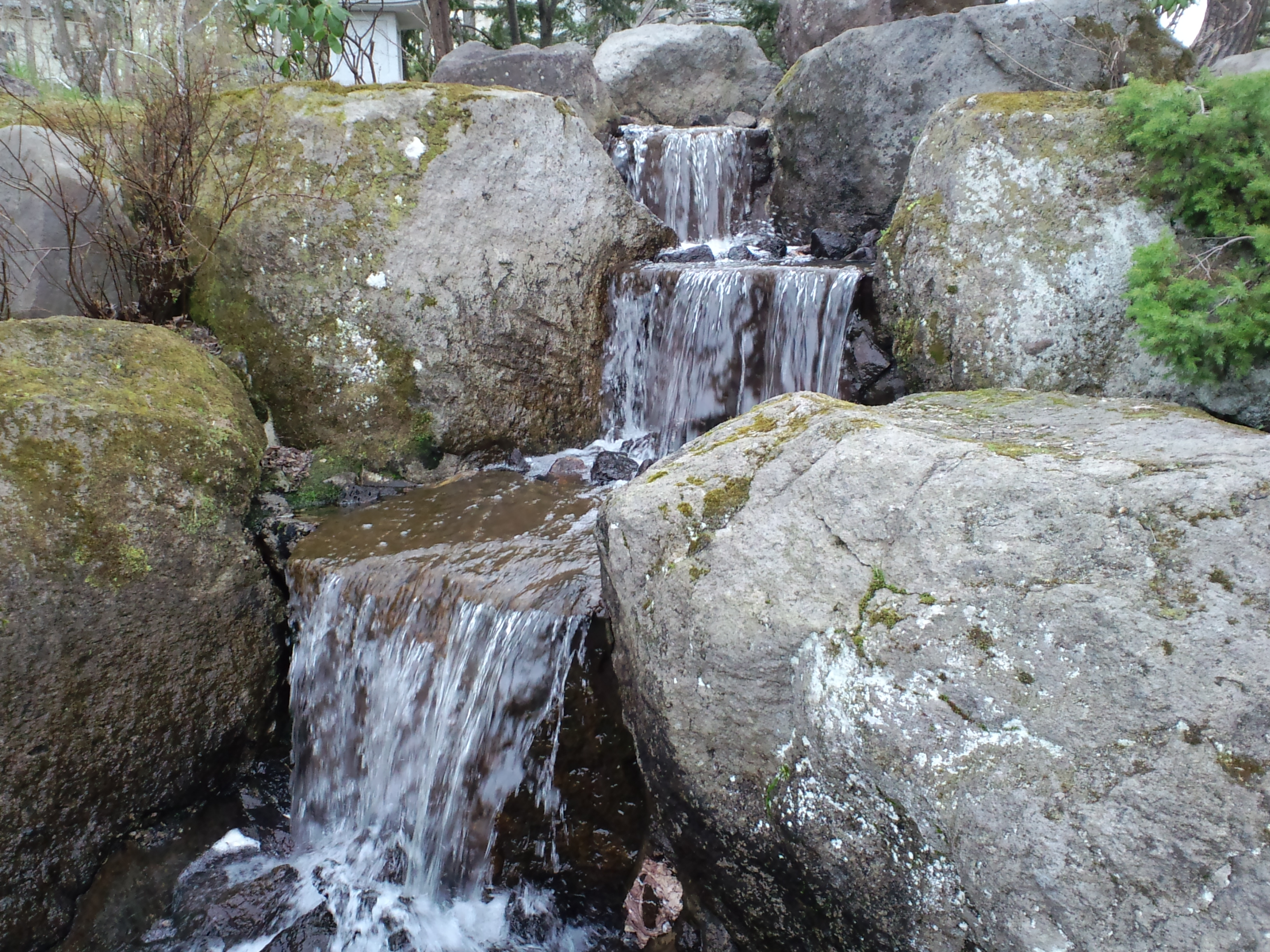
滝石組
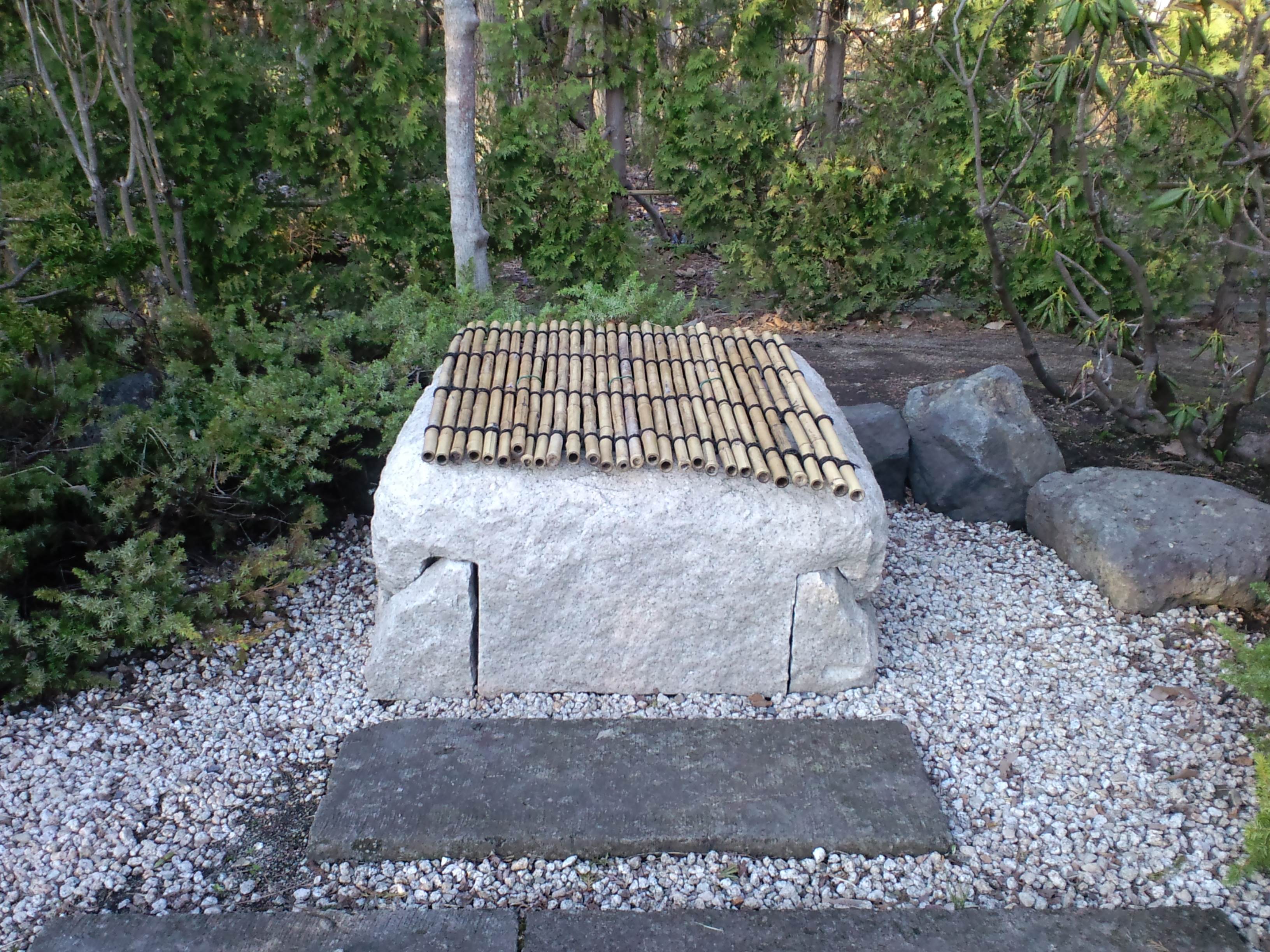
温泉井戸跡

## アクセス
最寄駅は岩見沢駅だが2Kmほど距離ある。中央バスかえで団地線（東高経由）で「福祉センター前」、緑が丘・鉄北循環線または幌向線で「競技場前」下車。徒歩数分。

## 周辺
- 北海道岩見沢東高等学校
- 東山公園陸上競技場
- 岩見沢市立図書館